# 王廷歆
王廷歆（1911年10月15日—2010年7月1日），籍貫及出生地是浙江溫州，香港企業家王德輝的父親。早年創辦華懋集團。
王廷歆的父親在溫州經營染料公司，他在1928年進入父親的公司工作，兩年後其父去世，公司由他接手。1932年與任玉珍結婚，二人育有3子2女。王廷歆其後在香港開設分公司，並且與家人移居香港。 大約自1960年代開始，王廷歆逐漸減少參與華懋集團業務，公司主要由其子王德輝打理。在王德輝及媳婦龔如心經營下，華懋集團逐漸發展為一個龐大企業集團，業務以房地產發展為主。
王德輝1990年被綁架後失蹤，王廷歆在1997年入稟香港高等法院，請求法院准許他宣誓王德輝已死亡。高等法院在1999年9月22日准許王廷歆可宣誓其子已死亡。 其後王廷歆與龔如心為爭奪王德輝的遺產對簿公堂，案件原審共172天，橫跨14個月。根據王德輝在1968年訂立的遺囑，其父親王廷歆可取得大部份遺產，全案關鍵是龔如心拿出聲稱是王德輝在1990年再訂立的遺囑，遺囑訂明把所有遺產轉交給龔如心。2002年11月21日，高等法院原訟法庭判決1990年的遺囑無效，王廷歆可取得王德輝的遺產。龔如心不服判決而上訴，2004年6月28日上訴庭大致上維持原判，不過在2005年9月，龔如心在香港終審法院上訴得直，推翻先前的判決並取得遺產。
2006年8月17日，龔如心透過律師向終審法院申請要求王廷歆在14日內遞交誓章，交代其本人有否支付爭產官司的訟費。同年10月25日，終審法院裁定王廷歆需要負責龔如心三分之一的原審訟費及三分之二的上訴及終審訟費，另需負責訴訟期間王德輝遺產管理費的三分之二，連同他本人的訴訟支出，外界有人估計他需負擔達6億港元的費用。終院同時頒令王廷歆需要在14日內向龔如心一方交代誰人借出4100萬港元予他打官司。 龔如心在勝訴後表示無意向王廷歆本人追討訟費。王廷歆在14日限期過後未有交代該筆借款的來源，龔如心的代表律師表示不打算為此事追究王廷歆。
2010年5月，王廷歆因為半邊身不遂，懷疑中風，被送入養和醫院，證實患上肺癌，經腦掃描後，發現少量癌細胞進入腦部。醫生相信由於癌細胞上腦，導致王的神經線受壓，以致半邊身不遂，後來用儀器「打散」腦內癌細胞，使他回復活動能力，及後由於病情趨向穩定，一度轉送療養院。但至7月1日，王病情急轉直下，惟有送入威爾斯親王醫院，同一晚病逝，王的死因有待確定。

## 家庭
- 王廷歆＝任玉珍(1914-2010)
  - 王德輝(1934-1990?)＝龔如心(1937-2007)
  - 王德淼＝吳詠樂
  - 王德栽＝舒儀敏
  - 王德嫻＝孫自健
  - 王德華＝崔健民

## 資料來源
- 大公報: 王廷歆須交代有否付訟費
- 95歲王廷歆: 限期到，寧坐監拒爆幕後人。

1. 1 2  王廷歆下周舉殯　欠訟費押後處理 （页面存档备份，存于），蘋果日報，2010年7月16日
2. ↑  王廷歆月初癌病去世[]，商業電台，2010年7月9日00:10(UTC+8)
3. 1 2  .   [2007-03-25]. （原始内容存档于2007-09-27）.
4. ↑  成報：王廷歆須付六億訟費 的存檔，存档日期2006-11-08.
5. ↑  蘋果日報：小甜甜放老爺一馬 不再追討幕後黑手3億訟費[永久]